# پگو، اتریش
پگو (به آلمانی: Peggau) یک منطقهٔ مسکونی در اتریش است که در گراتس اومگبونگ واقع شده‌است. پگو ۱۱٫۲۱ کیلومتر مربع مساحت دارد ۴۱۰ متر بالاتر از سطح دریا واقع شده‌است.